# A Democracia (Partido Republicano)
A Democracia foi um periódico publicado no século 19 pelo Partido Republicano.
É considerado o primeiro jornal republicano do Rio Grande do Sul, tendo surgido com o Manifesto Republicano, de 1870[carece de fontes?]. Foi editado em Porto Alegre desde 1870 a cerca de 1880, e fundado por Francisco Xavier da Cunha.